# Lepidozia kirkii
Lepidozia kirkii là một loài rêu tản trong họ Lepidoziaceae. Loài này được Stephani miêu tả khoa học lần đầu tiên năm 1908.